# Remilly-Wirquin
Remilly-Wirquin è un comune francese di 348 abitanti situato nel dipartimento del Passo di Calais nella regione dell'Alta Francia.

## Storia

### Simboli
Lo stemma di Remilly-Wirquin si blasona: 
Il mulino ad acqua sul fiume Aa, simboleggiato dalla sua ruota, appare nello stemma comunale per volontà municipale espressa nel 1994.
I colori argento e rosso sono quelli della famiglia Renty.

## Società

### Evoluzione demografica
Abitanti censiti